# Robert Simpson
Robert (Wilfred Levick) Simpson (2 de marzo de 1921 - 21 de noviembre de 1997) fue un compositor inglés y también productor y locutor de la BBC durante mucho tiempo.
Es conocido por su producción en música orquestal y camerística (entre ellos cabe destacar sus 11 sinfonías y 15 cuartetos de cuerda) y por sus escritos sobre la música de Beethoven, Bruckner, Nielsen y Sibelius. Estudió composición con Herbert Howells. Notable para un compositor que todavía estaba vivo, se creó en 1980 la Sociedad Robert Simpson por particulares que consideraban que la música de Simpson era rachazada injustamente. La Sociedad trabaja para acercar su música a un público mayor al patrocinar grabaciones e interpretaciones, publica una revista y demás publicaciones y mantiene un archivo con sus obras.